# A Brighter Kind of Blue
A Brighter Kind Of Blue è il secondo album del cantautore norvegese Terje Nordgarden, edito per l'etichetta toscana Stoutmusic.

## Tracce
1. A Brighter Kind Of Blue - 4:58
2. The Gift of Song - 3:53
3. My Father The Sailor - 3:05
4. Good Things Die - 3:30
5. Blessed - 3:36
6. Metronome - 3:04
7. To the River - 3:57
8. Monday - 3:43
9. What Would Ol' Bob Say? - 4:55
10. Weeks at a Time - 3:58